# Michaela Jašková
Michaela Jašková (* 4. června 1993, Brno) je francouzská hráčka vodního póla s českými kořeny. Účastnila se Mistrovství světa Kazaň 2015, Mistrovství Evropy Bělehrad 2016 (10 vstřelených gólu), Univerziády Gwangju 2015 a stala se mistryní Francouzské ligy 2015 a 2016 a světové Ligy 2015 a 2016. Zároveň je to i dvojnásobná vítězka Francouzského poháru 2014+2015. V současné době[kdy?] působí ve francouzském Lille Metropole Water Polo[zdroj⁠?!], dříve hrála za týmy Saint Jean de-Angely, Hradec Králové, Sokolov, CZE U15, CZE U17 a Kometa Brno, kde ji učil její otec Radomír Jaška.